# Rudy Sarzo
Rudy Sarzo, geboren als Rodolfo Maximiliano Sarzo Lavieille Grande Ruiz Payret y Chaumont (18 november 1950), is een Cubaans/Amerikaanse heavy metal- en hardrockbassist. Hij speelde in vele bands, waaronder Quiet Riot, Ozzy Osbourne, Whitesnake, Manic Eden, Dio en Blue Öyster Cult.

## Biografie
Sarzo staat al afgebeeld op het album Quiet Riot II van Quiet Riot (1978), maar dit werd echter nog opgenomen door diens voorganger Kelli Garni. Van maart 1981 tot september 1982 speelde Sarzo in de band van Ozzy Osbourne en kreeg zo bekendheid. Randy Rhoads had hem aanbevolen. Sarzo nam weliswaar nooit een studioalbum op met Osbourne, maar hij speelde wel mee op Speak of the Devil en Tribute. Op Diary of a Madman staat Sarzo weliswaar vermeld, terwijl Bob Daisley daarop speelde, die kort voor het uitbrengen van het album werd ontslagen.
Sarzo verliet na het overlijden van Rhoads de band van Osbourne en voegde zich in september 1982 bij Quiet Riot bij de opnamen van Metal Health. Hij nam diverse muziekvideo's op met de band en hij werd door de lezers van het tijdschrift 'Circus' gekozen tot topbassist van het jaar 1983. De breuk met zanger Kevin DuBrow leidde in januari 1985 tot een afscheid.
Vervolgens formeerde hij met Tommy Aldridge M.A.R.S. Met Aldridge speelde hij daarna ook van 1987 tot 1994 bij Whitesnake en nam hij Slip of the Tongue op. Sarzo speelde daarna weer meermaals voor Quiet Riot en nam in 1999 en 2001 albums op met de band. In 2004 speelde hij voor Yngwie Malmsteen. Vanaf 2007 was hij werkzaam voor Blue Öyster Cult. In 2011 speelde hij voor de Dio Disciples. In 2012 werd bekend gemaakt dat Sarzo was vertrokken bij Blue Öyster Cult en dat hij zich voortaan wilde concentreren op zijn nieuwe band Tred met ex-Anthrax-zanger Dan Nelson en op zijn anime-metal-project Animetal USA.

## Discografie

### Met Ozzy Osbourne
- 1982: Speak of the Devil
- 1987: Tribute
- 2011: Diary of a Madman, Ozzy Live - Disc 2 van de Diary of a Madman Legacy Edition

### Met Quiet Riot
- 1978: Quiet Riot II
- 1983: Metal Health
- 1984: Condition Critical
- 1999: Alive and Well
- 2001: Guilty Pleasures

### Met Whitesnake
- 1989: Slip of the Tongue
- 2011: Live at Donington 1990

### Met M.A.R.S. (MacAlpine/Aldridge/Rock/Sarzo)
- 1986: Project Driver

### Met Manic Eden
- 1994: Manic Eden

### MetMichael Angelo Batio
- 2005: Hands Without Shadows - Tribute to Randy

### Met Dio
- 2006: Holy Diver - Live

### Met Bassinvaders
- 2008: Hellbassbeaters

### MetTim Owens
- 2009: Play My Game

### Met Animetal USA
- 2011: Animetal USA
- 2012: Animetal USA W

### Charityprojekt
- 2011: Emergency "Girlschool Haiti Appeal Cover met Livewire, Lemmy en Girlschool"

- Bibliothèque nationale de France: cb14003075b (data)
- Gemeinsame Normdatei: 134507568
- International Standard Name Identifier: 0000 0000 5516 3860
- Library of Congress Control Number: no2008052580
- MusicBrainz: 43bf09ec-467e-4934-8d05-b47f955c2848
- Bibliotheek van het Japanse parlement: 01081849
- Nederlandse Thesaurus van Auteursnamen: 073540390
- Virtual International Authority File: 19877119
- WorldCat: E39PBJjCKD4kW3yBHmHh8YR7pP